# Dyskordianizm

Pięciopalczasta ręka Eris – jeden z symboli dyskordianizmu

Dyskordianizm (ang. discordianism) – religia lub parodia religii stworzona około roku 1958 przez Kerry'ego Thornleya i Gregory'ego Hilla. Nazwa „dyskordianizm” pochodzi od rzymskiej bogini Dyskordii (grecka Eris). Kult ten sprzeciwia się autorytetom, regułom i tradycji.
Zasady dyskordianizmu są wyłożone w Principia Discordia, autorstwa Malaklipsy Młodszego (Gregory'ego Hilla).
Ruch dyskordiański jest również opisany w powieści Trylogia Illuminatus! Roberta Shea i Roberta Wilsona.

## Religia
Dyskordianizm czerpie z wielu innych religii. Składa się ze swoistej mitologii, obrządku i pozornej hierarchii. Jednocześnie parodiuje zarówno religie monoteistyczne, jak i buddyzm, czy hinduizm.

### Bogini
Bogini Eris (Eryda, Dyskordia) w dyskordianizmie spełnia funkcję symbolicznej towarzyszki i przyjaciółki, będąc przeciwieństwem Boga w religiach monoteistycznych. Objawia się Malaklipsie Młodszemu i Omarowi Ravenhurstowi, by oznajmić, że ludzkość jest wolna. Jej atrybutem jest jabłko niezgody, a symbolem liczba 23.

### Pentachłam
Pięć przykazań dyskordianizmu:

1. Nie ma Bogini poza Boginią, która jest Twoją Boginią. Nie ma Ruchu Eryzyjskiego poza Ruchem Eryzyjskim, którym jest Ruch Eryzyjski. A każdy Korpus Złotego Jabłka jest ukochanym domem Złotego Robaka.
2. Każdy dyskordianin powinien używać Oficjalnego Dyskordiańskiego Systemu Numerowania Dokumentów.
3. Każdy dyskordianin w początkowej fazie oświecenia powinien w każdy piątek udawać się w zaciszne miejsce w celu radosnego spożycia hot doga. Ta ceremonia jest jednocześnie aktem walki z popularnymi, pogańskimi zabobonami: katolickiego chrześcijaństwa (niejedzenie mięsa w piątek), judaizmu i islamu (niejedzenie wieprzowiny), hinduizmu (niejedzenie wołowiny), buddyzmu (niejedzenie mięsa) oraz dyskordianizmu (niejedzenie bułek od hot dogów).
4. Każdy dyskordianin powinien się wstrzymać od jedzenia bułek od hot dogów, albowiem taki był kaprys Naszej Bogini, kiedy zmierzyła się z Afrontem Pierworodnym.
5. Żadnemu dyskordianinowi nie wolno wierzyć w to, co czyta.

## Filozofia

Święte Chao – symbol uzupełniających się sił chaosu i porządku w filozofii dyskordiańskiej

Dyskordianizm parodiuje zarówno filozofię zachodnią jak i filozofię buddyzmu zen (koany), taoizmu (Święte Chao). Z tego powodu nazywany jest "zenem dla okrągłookich". Humor i drwina mają odzwierciedlać dystans wobec rzeczywistości, który przekłada się na agnostycyzm filozoficzny. Dyskordianie podają w wątpliwość wszystko, twierdząc że:

Wszystkie twierdzenia są w pewnym sensie prawdziwe, w pewnym sensie fałszywe, w pewnym sensie bez sensu, w pewnym sensie prawdziwe i fałszywe, w pewnym sensie prawdziwe i bez sensu, w pewnym sensie fałszywe i bez sensu oraz w pewnym sensie prawdziwe, fałszywe i bez sensu.

(porównaj: buddyjskie pojęcie catushkotika – cztery wartości logiczne: to jest A, to nie jest A, zarówno A jak i nie-A, ani A ani nie-A)
Tym samym dla wyznawców Eris nie istnieją rzeczy święte, ponieważ wszystko może zostać podane w wątpliwość i wyśmiane. Śmiech jest także drogą do szczęścia.
Ponadto dyskordianizm postrzega chaos jako pozytywną siłę twórczą. Przeciwny jest podziałowi na konstruktywny porządek i destruktywny nieład.

## Społeczność
Niekiedy dyskordianie zrzeszają się w koteriach, które mogą być zorganizowane hierarchicznie, choć według Principii Discordii każdy człowiek na świecie jest prawdziwym papieżem, a hierarchia i podziały są tylko złudzeniem.